# كاستريلو ديل فايي
بلدية كاستريلو ديل فايي (بالإسبانية: Castrelo del Valle) هي بلدية تقع في مقاطعة أورينسي التابعة لمنطقة غاليسيا شمال غرب إسبانيا.

## الديموغرافيا
بلغ عدد سكان بلدية كاستريلو ديل فايي 1.177 نسمة عام 2011 (وفقاً للمعهد الوطني للإحصاء الإسباني).
| 1.327 | 1.312 | 1.298 | 1.247 | 1.242 | 1.241 | 1.177 |